# گمینا اولشانکا (استان ماسوویان)
گمینا اولشانکا (استان ماسوویان) (به لهستانی:  Gmina Olszanka) یک گمینا در لهستان است که در شهرستان ووشتسه واقع شده‌است. گمینا اولشانکا ۸۷٫۳۴ کیلومتر مربع مساحت و ۳٬۰۵۱ نفر جمعیت دارد.